# Anna Sroka (politolog)
Anna Marta Sroka – polska politolożka, doktor habilitowana nauk społecznych, adiunktka na Wydziale Nauk Politycznych i Studiów Międzynarodowych Uniwersytetu Warszawskiego, dyplomatka, w latach 2022–2024 ambasador RP w Hiszpanii.

## Kariera naukowa
Anna Sroka uzyskała tytuł magistra nauk politycznych w 2001 na Uniwersytecie Wrocławskim. Była stypendystką Niemieckiej Centrali Wymiany Akademickiej (1999–2000) i Erasmusa (2002–2003) na uniwersytecie w Berlinie. Odbyła kursy doktoranckie na Uniwersytecie Autonomicznym w Madrycie. 2 czerwca 2006 uzyskała stopień naukowy doktora nauk humanistycznych w zakresie nauk o polityce na Wydziale Nauk Społecznych Uniwersytetu Wrocławskiego na podstawie pracy Hiszpańskie Państwo Wspólnot Autonomicznych w procesie ewolucji struktury terytorialnej, której promotorką była Elżbieta Stadtmüller. 28 stycznia 2015 uzyskała na ówczesnym Wydziale Dziennikarstwa i Nauk Politycznych UW stopień doktora habilitowanego nauk społecznych w dyscyplinie nauk o polityce na podstawie dorobku naukowego i pracy Rozliczalność w badaniach jakości demokracji (na przykładzie Polski i Hiszpanii). 
W latach 2006–2008 wykładała na Uniwersytecie Nebrija w Madrycie. Pracowała także na Narodowym Uniwersytecie Kształcenia Ustawicznego w Madrycie (UNED). Od 2008 należała do kadry naukowo-dydaktycznej Instytutu Nauk Politycznych UW, gdzie zajmowała stanowisko kierownika studiów na kierunku bezpieczeństwo wewnętrzne. Po rozwiązaniu instytutu w 2019 r. w ramach reorganizacji wydziału, znalazła się w zespole Katedry Bezpieczeństwa Wewnętrznego. Jest członkinią Rady Wykonawczej Europejskiego Konsorcjum Badań Politologicznych (ECPR), a także przewodniczącą Polsko-Hiszpańskiej Sieci Badań Naukowych. 
5 kwietnia 2022 została mianowana ambasador RP w Hiszpanii, akredytowaną także w Andorze. Stanowisko objęła 7 czerwca 2022. Urzędowanie zakończyła w lipcu 2024. Została odwołana z funkcji ambasadora przed końcem kadencji. 
Posługuje się językiem hiszpańskim, angielskim oraz niemieckim.